# Mitino
Mitino (în bulgară Митино) este un sat în Obștina Petrici, Regiunea Blagoevgrad, Bulgaria.

## Demografie
Componența etnică a satului Mitino
     Bulgari (18,6%)
     Nicio identificare (81,39%)
     Altele (0%)
La recensământul din 2011, populația satului Mitino era de 344 locuitori. Nu există o etnie majoritară, locuitorii fiind  și bulgari (18,6%). Pentru 81,39% din locuitori nu este cunoscută apartenența etnică.